# Carl Roth (Unternehmen)
Die Carl Roth GmbH + Co. KG ist ein Laborchemie-Großhandel mit Sitz in Karlsruhe. Das Unternehmen beliefert Firmen, Laboratorien und wissenschaftliche Einrichtungen mit Laborbedarf, Produkten der Biowissenschaften und Chemikalien.
2019 beschäftigte das Unternehmen 260 Mitarbeiter, das Sortiment umfasst mehr als 30.000 Artikel.

## Geschichte
Die Ursprünge des Unternehmens gehen bis ins Jahr 1879 zurück, als der Drogist und Kaufmann Carl Roth in Karlsruhe eine Material-, Kolonial-, Farbwarenhandlung und Drogerie gründete. 1891 erhielt die Drogerie Carl Roth den Titel und das Privileg eines großherzoglich-badischen Hoflieferanten.
1928 erweiterte man das Drogeriegeschäft durch eine Abteilung für Laborchemikalien, 1945 kam eine Herstellungs- und Abfüllabteilung hinzu. 1965 zog die Chemikalienabteilung in einen neu erbauten Betrieb in der Schoemperlenstraße um. Im Dezember 1969 gab Carl Roth das Drogeriegeschäft ab und beendete damit eine 90-jährige Tradition.
Der Großhandel Carl Roth wurde in der Schoemperlenstraße weitergeführt. 1993 entstand dort ein Hochregallager für das Laborbedarf-Sortiment, 1996 wurde ein Versandlager errichtet. Auch nach dem Anbau eines Bürogebäudes 2001 überstieg der Platzbedarf des Unternehmens bald die vorhandenen Räumlichkeiten. 2003 erwarb das Unternehmen ein Grundstück im Industriegebiet Karlsruhe-Rheinhafen und baute eine zweite Betriebsstätte. Seit 2005 befinden sich Produktion, Lagerung und Versand von Laborchemikalien in dieser Betriebsstätte auf dem Rheinhafengelände. Im Juni 2013 wurde das Chemikalienlager im Rheinhafen um rund 50 % auf 8000 Quadratmeter vergrößert.
Im Jahr 2020 wurde ein Logistikzentrum im Stadtteil Knielingen errichtet. Es bietet ca. 7000 Quadratmeter zusätzliche Lagerfläche und umfasst auch ein automatisches Kleinteilelager.

## Carl-Roth-Förderpreis
Der mit 5000 € dotierte Carl-Roth-Förderpreis (für ressourcenschonende Synthesewege oder innovative Chemikalienanwendungen) wurde auf dem Frühjahrssymposium des Jungchemikerforums (JCF) der Gesellschaft Deutscher Chemiker (GDCh) im März 2014 in Jena erstmals vergeben.